# Жиродон, Габриэль
Габриэль Жиродон (фр. Gabriel Giraudon; 1830 — 1906) — бразильский музыкальный педагог (фортепиано), хормейстер и композитор французского происхождения.
Учился в Марселе и Париже, затем совершенствовал своё мастерство у Сигизмунда Тальберга. В 1859 г. эмигрировал в Бразилию, в 1860 г. обосновался в Сан-Паулу, где и работал до конца жизни, будучи виднейшим музыкальным педагогом города. К ученикам Жиродона принадлежали Энрике Освальд, Алешандре Леви, Антониэтта Рудже и другие ключевые фигуры бразильской музыкальной жизни.